# جاب تاك هاي جان
جاب تاك هاي جان (بالهندية: जब तक है जान)‏ (بالإنجليزية: Jab Tak Hai Jaan)‏ (بالعربية: ما دمت حياً) الفيلم الذي ظهر بتاريخ 12 من نوفمبر 2012 الفيلم الذي تجاوز الحد في شباك التذاكر والذي كان من بطولة شاروخ خان، كاترينا كيف وأنوشكا شارما يتناول الفيلم قصة حب «سامار أناند» (شاروخ) مع «ميرا» (كاترينا) والمنعطفات التي تقربهم وتبعدهم عن بعضهما البعض وكيف يأتي الحب احيانا في غير وقته وللشخص غير المناسب كما حصل مع «أكيرا» (أنوشكا) التي تعرفت على الرائد سامار بعد انضمامه للجيش الهندي وتحدي الموت بتفكيك القنابل عندما تركته ميرا عندما تعرض لحادث وكان على وشك الموت فعاهدت الله أن تبتعد عنه إذا عافاه وسلمه من الموت.
هذا الفيلم هو ذكرى ياش تشوبرا وهذا الفيلم الأخير الذي كان لياش تشوبرا في وسط الإخراج وفي هذا الفيلم للاسف توفي المخرج ياش تشوبرا والذي وصل إلى 200 كرور.

## روابط خارجية
- جاب تاك هاي جان على موقع IMDb (الإنجليزية)
- جاب تاك هاي جان على موقع روتن توميتوز (الإنجليزية)
- جاب تاك هاي جان على موقع نتفليكس (الإنجليزية)
- جاب تاك هاي جان على موقع ألو سيني (الفرنسية)
- جاب تاك هاي جان على موقع أول موفي (الإنجليزية)
- جاب تاك هاي جان على موقع بوكس أوفيس موجو (الإنجليزية)
- جاب تاك هاي جان على موقع فيلمافينيتي (الإسبانية)
- جاب تاك هاي جان على موقع قاعدة بيانات الفيلم (الإنجليزية)
- جاب تاك هاي جان على موقع ليتربوكسد (الإنجليزية)
- جاب تاك هاي جان على موقع كينوبويسك (الروسية)